# Сеїт-Ели Джамісі
Сеїт-Ели Джамісі (крим. Seyit Eli Camisi) — мечеть села Сеїт-Ели (Журавки) Феодосійського району Автономної Республіки Крим.
Мечеть була побудована на пожертвування жителів села.